# Keisuke Minegishi
Keisuke Minegishi (japanisch 嶺岸 佳介 Minegishi Keisuke; * 12. September 1991 in Sendai) ist ein ehemaliger japanischer Fußballspieler.

## Karriere
Minegishi erlernte das Fußballspielen in der Schulmannschaft der Tohoku High School und der Universitätsmannschaft der Kokushikan-Universität. Seinen ersten Vertrag unterschrieb er 2014 bei Zweigen Kanazawa. Der Verein spielte in der dritthöchsten Liga des Landes, der J3 League. 2014 wurde er mit dem Verein Meister der J3 League und stieg in die J2 League auf. Für den Verein absolvierte er 26 Ligaspiele. 2018 wechselte er zum Drittligisten Azul Claro Numazu. Ende 2018 beendete er seine Karriere als Fußballspieler.